# Kearney (Missouri)
Kearney és una població dels Estats Units a l'estat de Missouri. Segons el cens del 2008 tenia 8.599 habitants.

## Demografia
Segons el cens del 2000, Kearney tenia 5.472 habitants, 1.910 habitatges, i 1.495 famílies. La densitat de població era de 321,6 habitants per km².
Dels 1.910 habitatges en un 49,2% hi vivien nens de menys de 18 anys, en un 63,9% hi vivien parelles casades, en un 10,9% dones solteres, i en un 21,7% no eren unitats familiars. En el 18,5% dels habitatges hi vivien persones soles el 7,8% de les quals corresponia a persones de 65 anys o més que vivien soles. El nombre mitjà de persones vivint en cada habitatge era de 2,84 i el nombre mitjà de persones que vivien en cada família era de 3,24.
Per edats la població es repartia de la següent manera: un 33,6% tenia menys de 18 anys, un 6,4% entre 18 i 24, un 35,4% entre 25 i 44, un 16,3% de 45 a 60 i un 8,4% 65 anys o més.
L'edat mediana era de 31 anys. Per cada 100 dones de 18 o més anys hi havia 89,7 homes.
La renda mediana per habitatge era de 56.603 $ i la renda mediana per família de 64.540 $. Els homes tenien una renda mediana de 45.721 $ mentre que les dones 26.739 $. La renda per capita de la població era de 21.147 $. Entorn de l'1,8% de les famílies i el 2,5% de la població estaven per davall del llindar de pobresa.

## Poblacions més properes
El següent diagrama mostra les poblacions més properes.